# Hermann Harless
Hermann Harless (* 30. April 1887 in Merkendorf; † 26. April 1961 in Marquartstein) war ein deutscher Reformpädagoge. Er war Gründer und langjähriger Leiter des Landschulheimes Marquartstein.

## Leben
Harless war der älteste Sohn des Pegnitzer Dekans Ernst Harleß und dessen erster Ehefrau Luise, geb. Bischoff sowie ein Ururenkel des Humanisten Gottlieb Christoph Harleß.
Über die Ausbildung von Harless liegen keine Informationen vor, und der Katalog der Deutschen Nationalbibliothek gibt auch keine Auskunft darüber, wann und wo Harless zum Dr. phil. promoviert wurde. Lorenz nennt als erste berufliche Station den Aufenthalt als Lehrer in dem von Hermann Lietz gegründeten Landerziehungsheim in Ilsenburg (Harz). Harless wirkte hier von 1912 bis 1914 und wechselte dann von 1915 bis 1918 an die Odenwaldschule.:S. 70
Von 1921 bis 1922 versuchte sich Harless mit der Gründung einer Schulsiedlung am Bodensee, bevor er erneut an die Odenwaldschule ging. 1924 war er für einige Monate Leiter des Schulinternats in Hellerau.:S. 70
Am 1. September 1924 wurde Harless der Leiter des Nordsee-Pädagogiums in Wyk auf Föhr. Obwohl er dort recht erfolgreich arbeitete, war er mit den dortigen Bedingungen nicht zufrieden, was zu Konflikten mit dem Gründer der Einrichtung, Carl Gmelin, und dessen Wirtschaftsleiter führte. Harless akzeptierte schließlich deren Kündigung.  Er wollte in Heiligendamm eine eigene Gesundheits- und Erziehungsschule gründen, was aber wegen schwieriger Verhandlungen als Projekt nicht recht vorankam. In dieser Situation bekam er das Angebot, zu günstigen Bedingungen das von Emil Endemann gegründete Landerziehungsheim auf der Burg Marquartstein zu übernehmen. Endemann war von 1908 bis 1911 ebenfalls Leiter des Norsee-Pädagogiums gewesen und musste sich aus gesundheitlichen Gründen von seiner Gründung in Marquartstein zurückziehen.:S. 70 & S. 56
Anfang Oktober 1928 ging Hermann Harless mit etwa 6 Lehrkräften und 16 Schülern von Wyk nach Marquartstein und eröffnet dort am 13. und 14. Oktober sein Landschulheim.:S. 56  Einer dieser 16 Schüler war Dietrich Hans Borchardt.
Die Schule erfreute sich rasch großer Beliebtheit, so dass die Zahl der Schüler bis 1935 auf ca. Hundert anwuchs. 1943 wurde die Schule wegen „politischer Unzuverlässigkeit“ Harless' verstaatlicht; als staatliche Schule existiert sie bis heute.
Hermann Harless ist Vater des Arztes und Politikers Walter Harless.

## Weke
- Im Katalog der Deutschen Nationalbibliothek sind Hermann Harless nur zwei Titel zugeordnet. Deutlich mehr Publikationen von ihm finden sich im
- KVK - Karlsruher Virtueller Katalog